# Gastronomía udupi

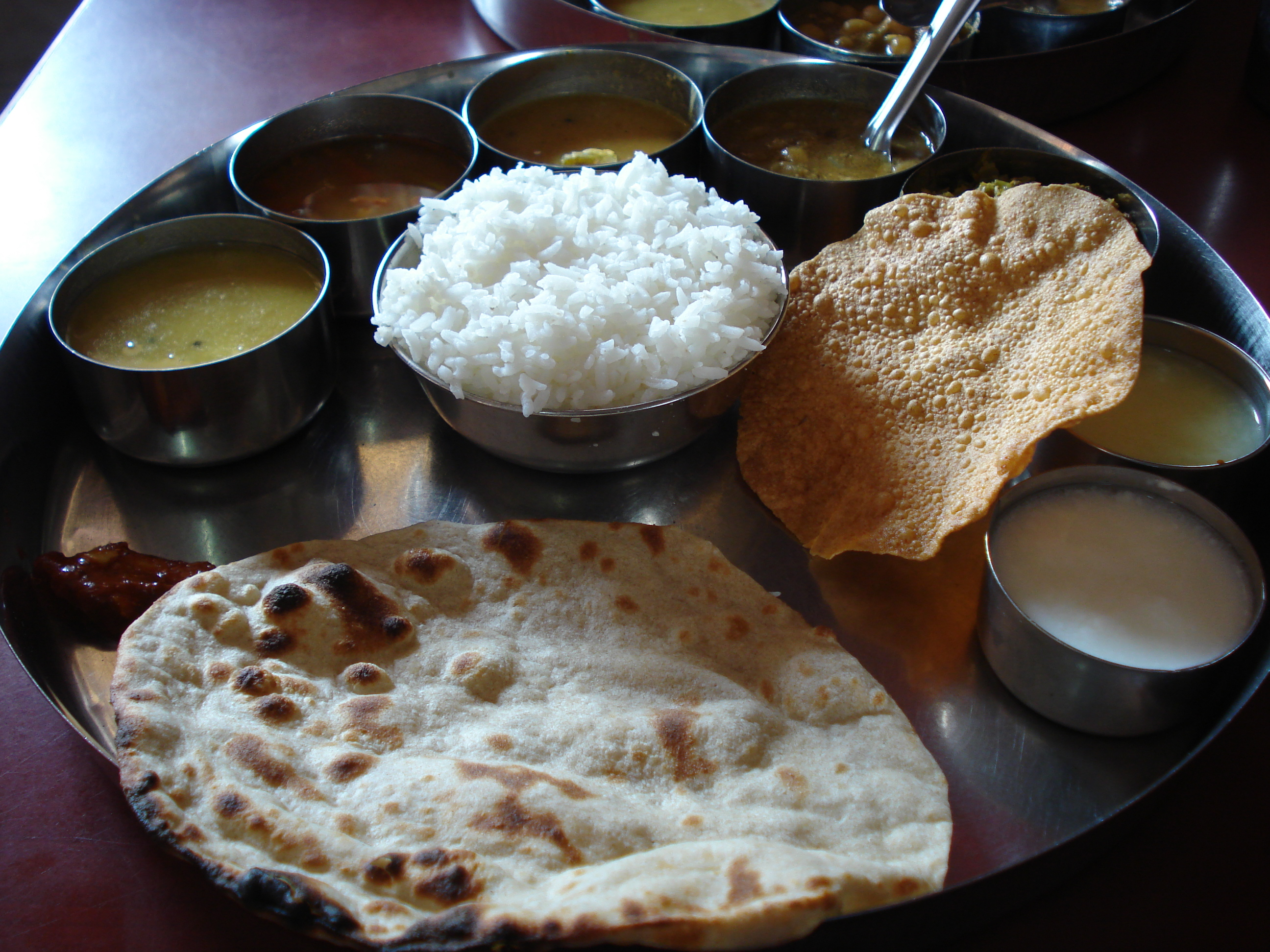
Comida vegetariana Udupi.

La gastronomía udupi (en canarés: ಉಡುಪಿ ಶೈಲಿಯ ಆಹಾರ) es un conjunto de costumbres culinarias típicas del sur de la India.
Forma parte de un elemento importante de la cocina de Karnataka y toma su nombre de la ciudad de Udupi, ubicada en la costa sudoeste de la India en el estado de Karnataka.
La cocina udupi tiene sus orígenes en los ashta matha (‘ocho templos’) de Udupi, fundados por el religioso Madhua Acharia.
Los principales ingredientes de la cocina udupi comprenden platos en los que hay cereales, judías, verduras y fruta, es por esta razón por la que se considera una variante vegetariana de la cocina india, muy adherida a la tradición védica.

## Platos típicos
- Adye (bola de masa que se come en sopas o guisos)
- Ajethna o ajadina (curry seco)
- Arroz especiado
- Bakshia (dulce o postre)
- Bhajji (chatni)
- Kayathno (diversas verduras fritas)
- Kodel o sambhar
- Kosambri (ensalada de lentejas)
- Paramanna (khir, dulce de leche)
- Rasaiana (Rasavātam) (zumo o jarabe)
- Saar o rasam
- Tambuli o pasta de verduras aliñadas
- Thindi (desayuno o tiffin)